# The Best of Type O Negative
The Best of Type O Negative est une compilation du groupe de heavy metal Type O Negative sorti en 2006.
Christian Woman et Black No.1 sont des versions courtes. Highway Star est une reprise de Deep Purple

## Liste des titres
1. Unsuccessfully Coping with the Natural Beauty of Infidelity - 12:36
2. Christian Woman - 4:28
3. Black No.1 - 4:39
4. Too Late: Frozen - 7:52
5. Love You to Death - 4:50
6. My Girlfriend's Girlfriend - 3:48
7. Cinnamon Girl - 4:08
8. Everyone I Love Is Dead - 4:41
9. Everything Dies - 4:36
10. Highway Star - 5:56
11. I Don't Wanna Be Me - 3:48
12. Life is Killing Me - 6:46